# Thermopsideae
Thermopsideae és una tribu d'angiospermes que pertany a la subfamília faboideae dins de la família de les fabàcies.
Inclou sis gèneres amb un total de 43-46 espècies repartides per les regions mediterrànies i temperades de l'Amèrica del Nord, la conca mediterrània i el centre del nord-est d'Àsia.
Arbres xicotets, arbusts o sufrútices, inermes, eglandulosos, caducifolis o perennifolis. Les fulles amb estípules soldades entre si -abraçant a la tija-, pulvinulades o no, trifoliolades. Els folíols són sencers. Les inflorescències en curts raïms caulògens o terminals, o flors solitàries axil·lars. Les flors amb nèctar o sense, verdoses o grogues, amb o sense hipant. Els estams són 10, monadelfs o lliures. Els filaments són més o menys cilíndrics. Les anteres són subcilíndriques, glabres, alternants les anteres dorsifixes amb altres basifixes. El pistil és estipitat o subassegut, pluriovulat. L'estil és cilíndric, glabre. L'estigma és sec, terminal, en pinzell o capitat. El fruit subassegut o estipitat, aplanat o arredonit. Les llavors són reniformes o ovoides, sense estrofiol.
Recentment, s'ha confirmat mitjançant mètodes moleculars que el gènere Pickeringia, un arbust espinescent del chaparral litoral de l'oest de l'Amèrica del Nord, està molt relacionat amb les fabals basals.
Aquesta tribu només nodula amb α-rhizobia.

## Gèneres
- Ammopiptanthus
- Anagyris
- Baptisia
- Pickeringia
- Piptanthus
- Thermopsis

## Galeria

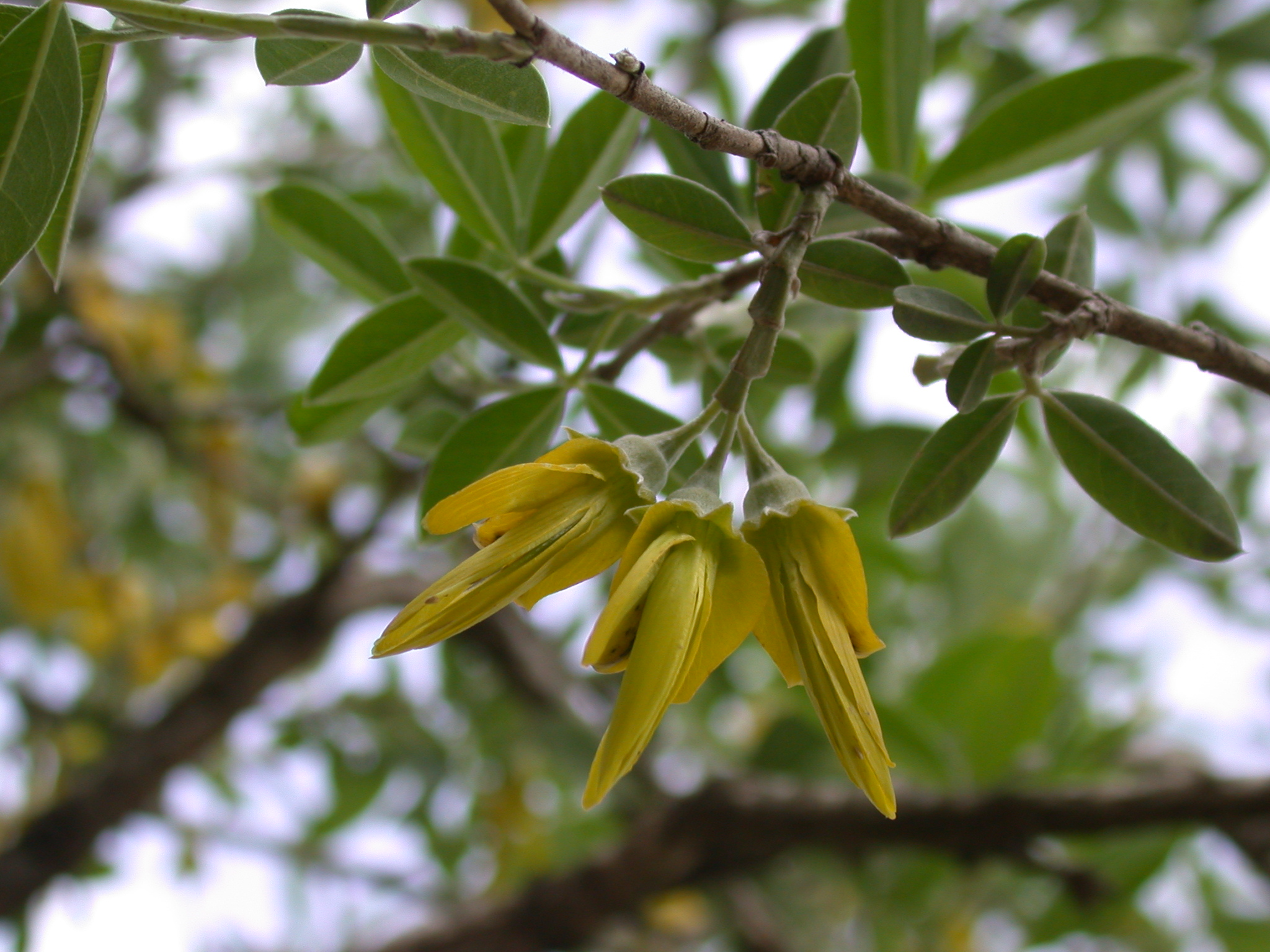
Flors de Anagyris foetida
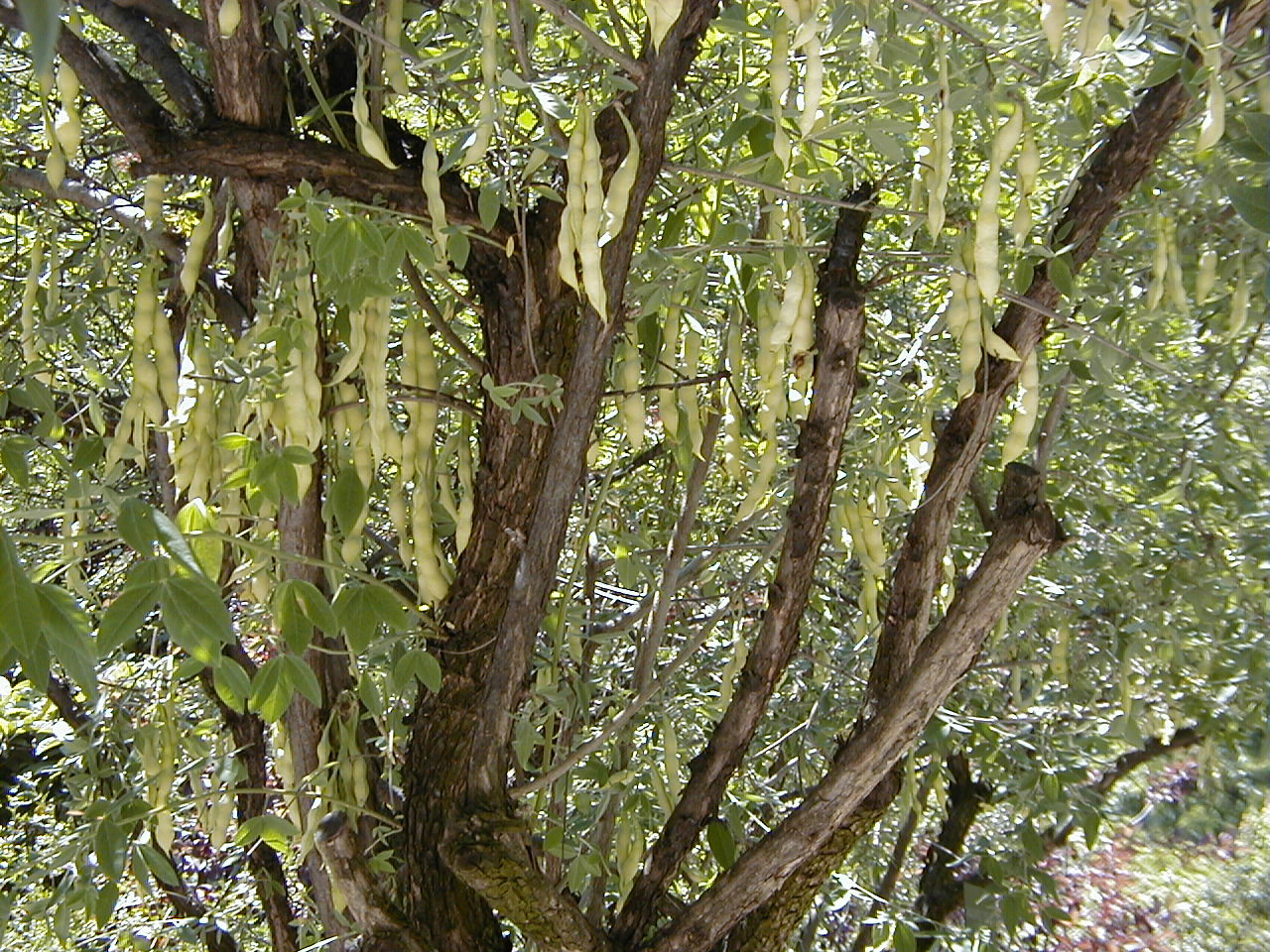
Fruits de Anagyris foetida
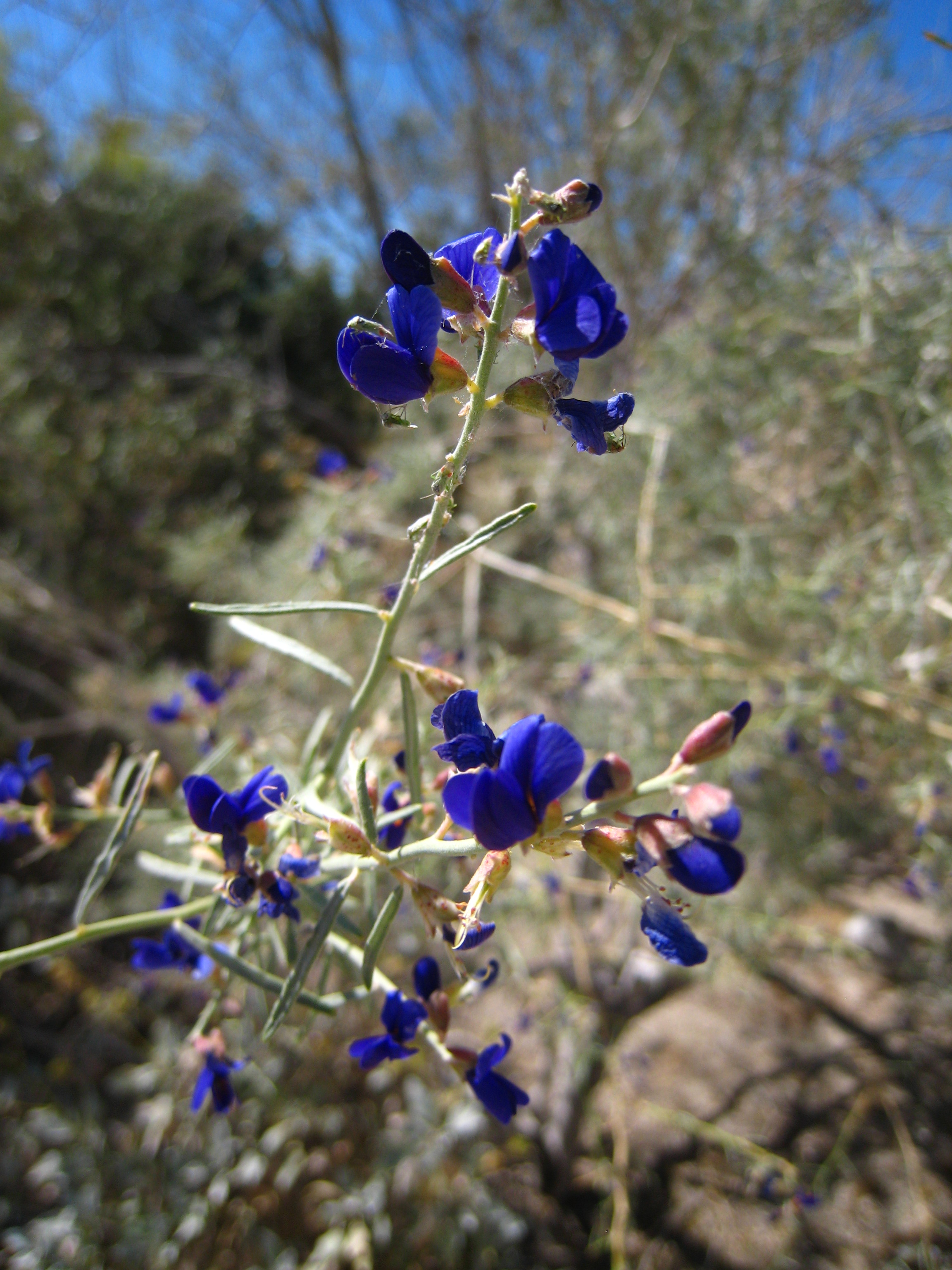
Baptisia
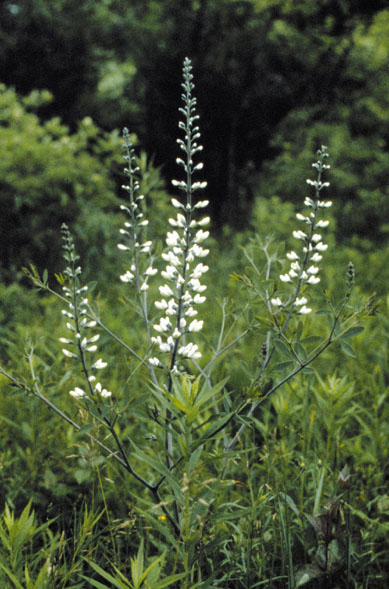
Baptisia leucantha
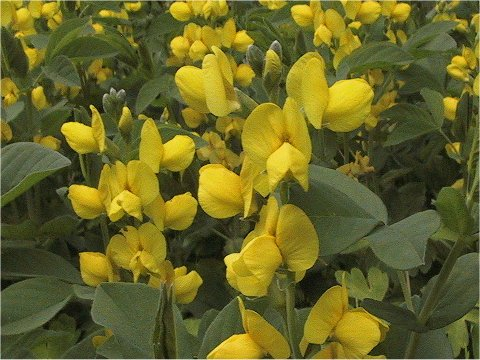
Thermopsis lupinioides
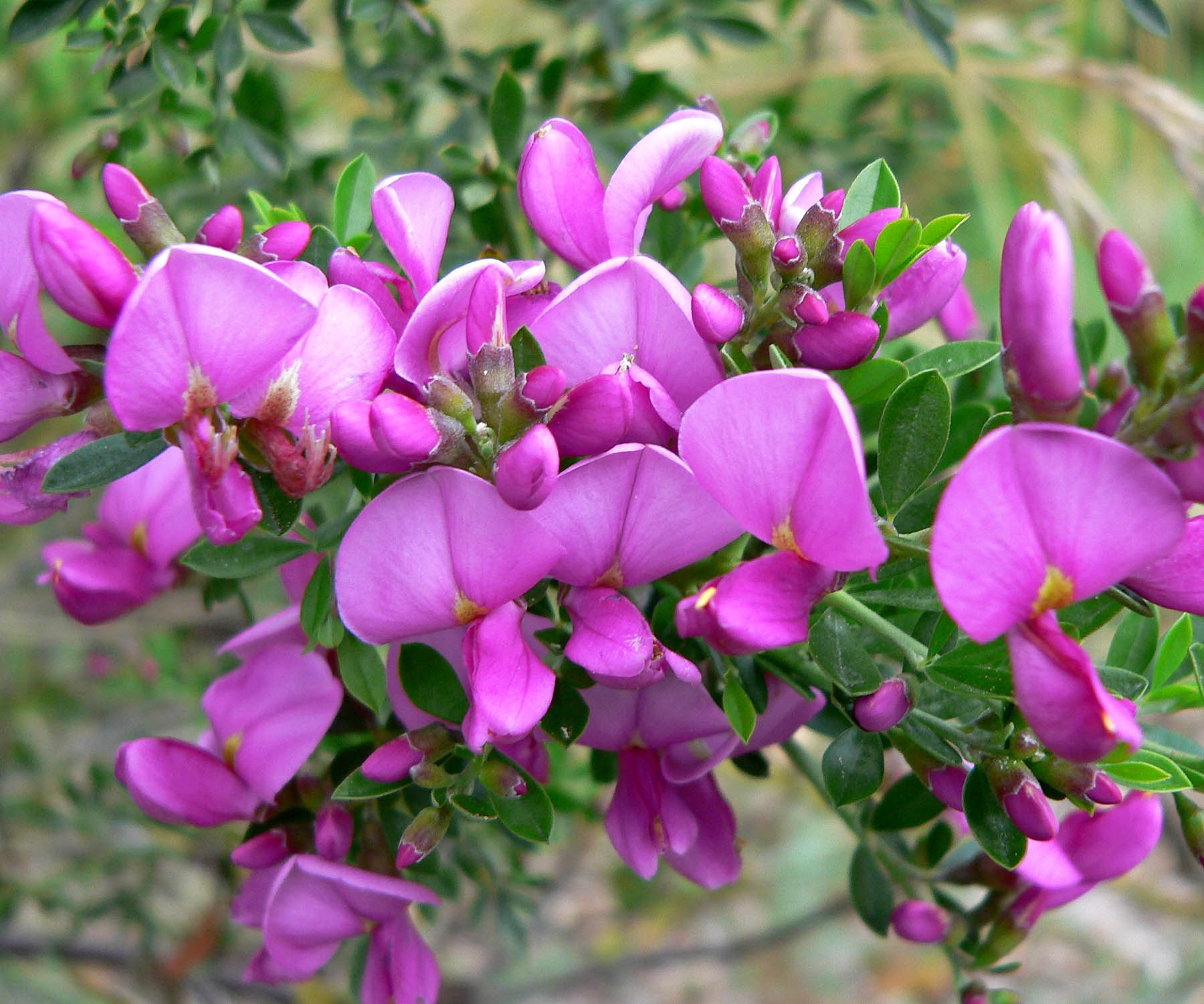
Pickeringia montana